# Freud Museum
Il Freud Museum di Londra è una casa museo dedicata alla vita e alle opere di Sigmund Freud, situato nella casa dove "il padre della psicoanalisi", visse con la famiglia durante l'ultimo periodo della sua vita. Nel 1938, dopo essere fuggito dall'annessione nazista dell'Austria, si esiliò a Londra con la famiglia e alloggiò per un breve periodo al numero 39 di Elsworthy Road, prima di acquistare la Grande casa al numero 20 di Maresfield Gardens, dove è attualmente ospitato il museo. Anche se Freud morì un anno dopo nella stessa casa, la figlia Anna continuò a vivere lì fino alla propria morte nel 1982. Fu proprio desiderio di Anna quello di convertire la casa in un museo dopo la sua morte. Il Freud Museum fu aperto al pubblico nel luglio 1986.
Freud continuò il suo lavoro psicoanalitico anche a Londra ed è qui che completò il suo libro L'uomo Mosè e la religione monoteistica. Un particolare cimelio del museo è il divano portato dalla casa di Freud a Vienna (via Berggasse 19), sul quale invitava i suoi pazienti a dire ciò che gli veniva in mente senza selezionare consciamente le informazioni, tecnica chiamata da lui "delle libere associazioni".
Vi sono altri due Freud Museum, uno a Vienna e l'altro a Příbor (Repubblica Ceca), nella casa in cui nacque Sigmund Freud.

## Descrizione e collezione

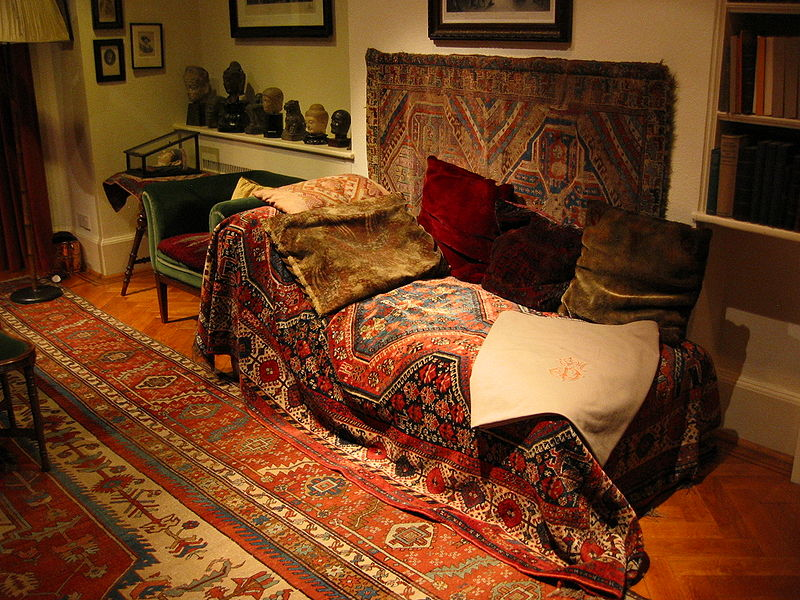
Il divano psicoanalitico di Freud

La casa museo si trova al numero 20 di Maresfield Gardens ad Hampstead, una delle periferie di Londra.
Il piano terra del museo ospita lo studio, la biblioteca, il soggiorno e la sala da pranzo di Freud. Il primo piano ospita una sala video, la stanza di Anna Freud e una sala per le mostre temporanee. Molte aree, come la cucina e la sala di consultazione di Anna Freud, non sono aperte al pubblico e sono state trasformate in uffici.
I Freud spostarono tutti i loro mobili e gli effetti personali a Londra. Vi sono casse, tavoli, armadietti Biedermeier e una collezione di mobili rustici del XVIII-XIX secolo. Il museo possiede la collezione di Freud di antichità egizie, greche, romane e orientali e la sua biblioteca personale.
Il pezzo più famoso della collezione nel museo è il divano psicoanalitico di Freud, donatogli da una delle sue pazienti, Madame Benvenisti, nel 1890 (restaurato nel 2013).
Lo studio e la biblioteca sono stati conservati da Anna Freud dopo la morte del padre. La libreria dietro la scrivania di Freud contiene alcuni dei suoi autori preferiti: non solo Goethe e Shakespeare, ma anche Heine, Multatuli e Anatole France. Oltre ai libri, la biblioteca contiene vari quadri appesi come li aveva disposti Freud; questi includono "Edipo e l'enigma della Sfinge" e "La lezione del Dr Charcot" oltre a fotografie di Martha Freud, Lou Andreas-Salomé, Yvette Guilbert, Marie Bonaparte e Ernst von Fleischl.
La collezione include un ritratto di Freud fatto da Salvador Dalí.
Il museo organizza programmi di ricerca e di pubblicazione e ha un servizio educativo che organizza seminari, conferenze e visite didattiche. Il museo è membro dei London Museums of Health & Medicine.